# Leptosphaeria salicaria
Leptosphaeria salicaria är en svampart som beskrevs av Pass. . Leptosphaeria salicaria ingår i släktet Leptosphaeria och familjen Leptosphaeriaceae.   Inga underarter finns listade i Catalogue of Life.